# Lia Pereira
Lia Pereira (Milton, 5 de marzo de 2004) es una deportista canadiense que compite en patinaje artístico, en la modalidad de parejas. Ganó una medalla de bronce en el Campeonato de los Cuatro Continentes de Patinaje Artístico sobre Hielo de 2025.

## Palmarés internacional
| Campeonato de los Cuatro Continentes | Campeonato de los Cuatro Continentes | Campeonato de los Cuatro Continentes | Campeonato de los Cuatro Continentes |
| Año                                  | Lugar                                | Medalla                              | Categoría                            |
| ------------------------------------ | ------------------------------------ | ------------------------------------ | ------------------------------------ |
| 2025                                 | Seúl (Corea del Sur)                 | Medalla de bronce                    | Parejas                              |